# Jigg (verktyg)
Jigg är en anordning för att spänna fast material för bearbetning. Jiggen är utrustad för att leda verktygen under bearbetningen för att alla enheter som bearbetas ska vara lika.

## Källhänvisningar
1. ↑  Gunnar Carlquist, red (1947–1955). Svensk uppslagsbok (2:a omarbetade och utvidgade upplagan). Malmö: Baltiska förlaget. Libris 11112. Arkiverad från originalet den 16 april 2015. https://web.archive.org/web/20150416122201/http://svenskuppslagsbok.se/scans/band_14/1207_1208-0046.jpg. Läst 10 april 2015 Arkiverad 16 april 2015 hämtat från the Wayback Machine.